# ルート・ブロート
ルート・ブロート（Ruud Brood、1962年10月19日 - ）は、オランダ・ホルクム出身の元サッカー選手、サッカー指導者。ポジションはMF。2023年よりTOPオスの監督を務める。

## タイトル

### 指導者時代
RKCヴァールヴァイク
- エールステ・ディヴィジ：1回（2010-11）

NECナイメヘン
- エールステ・ディヴィジ：1回（2014-15）